# Badminton bei der Makkabiade 1997
Bei der Makkabiade 1997 wurden fünf Badmintonwettbewerbe ausgetragen. Sie fanden im Juli 1997 in Tel Aviv statt. Israel dominierte die Wettkämpfe und gewann alle Gold- und Silbermedaillen.

## Sieger und Platzierte Erwachsene
| Disziplin    | Gold                              | Silber                        | Bronze                          |
| ------------ | --------------------------------- | ----------------------------- | ------------------------------- |
| Herreneinzel | Leon Pugach                       | Paz Ben-Sira                  | Yoni Azran                      |
| Herreneinzel | Leon Pugach                       | Paz Ben-Sira                  | Solomon Ben-Hur                 |
| Dameneinzel  | Svetlana Zilberman                | Shirley Daniel                | Ira Srabrinski                  |
| Dameneinzel  | Svetlana Zilberman                | Shirley Daniel                | Esther Kaufman                  |
| Herrendoppel | Leon Pugach Eli Raymond           | Paz Ben-Sira Reuven Moses     | Nir Yusim Yoni Azran            |
| Herrendoppel | Leon Pugach Eli Raymond           | Paz Ben-Sira Reuven Moses     | David Spurling Stuart Spurling  |
| Damendoppel  | Svetlana Zilberman Shirley Daniel | Ira Srabrinski Esther Kaufman | Rivka Radfer Deborah Reznik     |
| Damendoppel  | Svetlana Zilberman Shirley Daniel | Ira Srabrinski Esther Kaufman | Rina Friedman Victoria Yoditzka |
| Mixed        | Leon Pugach Svetlana Zilberman    | Yoni Azran Ira Srabrinski     | Jeff Switzer Rivka Radfer       |
| Mixed        | Leon Pugach Svetlana Zilberman    | Yoni Azran Ira Srabrinski     | Reuven Moses Victoria Yoditzka  |